# Moenocrinus deeckei
 Moenocrinus deeckei Hildebrand, 1926, ist bislang die einzige Art der zum Stamm der Stachelhäuter (Echinodermata  Bruguière, 1791 [ex Klein, 1734]) und der Klasse der Seelilien (Crinoidea Miller, 1821) gehörenden Gattung Moenocrinus Hildebrand, 1926.
Gattung und Art sind ausgestorben und wurden bisher ausschließlich in mitteltriassischen Meeresablagerungen des Mitteleuropäischen Beckens gefunden.

## Geschichte
Im Rahmen der Vorarbeiten zu seiner Dissertation 1924 an der Albert-Ludwigs-Universität Freiburg über die Geologie und Morphologie der Umgebung von Wertheim am Main glückte Erich Hildebrand bei geologischen Aufnahmen in der Trias der Umgebung von Wertheim im Unteren Muschelkalk der Fund zahlreicher Crinoidenkelche, die in ihrem Aufbau ganz wesentlich von den bis dahin aus dem Muschelkalk bekannten abwichen und ihn 1924 zur Aufstellung einer neuen Gattung und einer neuen Art veranlassten. Die Gattung Moenocrinus benannte er dabei zu Ehren des Fundortes Urphar am Main (moenus fluvius) und die Art zu Ehren seines Lehrers Wilhelm Deecke als Moenocrinus deeckei. Da Hildebrand die Erstbeschreibung in seiner Veröffentlichung 1924 nur als Ankündigung verstanden haben wollte und er aus seiner Sicht auch nur eine abnorm entwickelte Krone beschrieben hatte, beschrieb er die Seelilie 1926 erneut und zeigte die idealtypische Normalentwicklung dieser Seelilie schriftlich und in schematischer Darstellung auf. Angaben zum künftigen Verbleib seines aufgefundenen und in Teilen beschriebenen Materials machte er allerdings dabei leider nicht.

## Beschreibung
Moenocrinus deeckei Hildebrand, 1926 gehört zu den cirrentragenden Seelilien.
Der Kelch, der 15 einzeilige Arme trägt, ist über der Radiala eingeschnürt, die Infrabasalia ist von außen sichtbar und die Basalia ist mehr als dreimal so lang als der Stiel breit ist. Der jeweils von außen gesehen linke Arm der ersten Teilung teilt sich nach zwei Gliedern erneut.
Die Form der Stielglieder ist pentagonal bzw. abgerundet fünfseitig. Der Cirrenträger trägt 5 Cirren. Das von Hildebrand zunächst noch im Gegensatz zu den Arten der zur gleichen Familie der Holocrinidae Jaekel, 1918, gehörenden Gattung Holocrinus (zum Beispiel Holocrinus wagneri (Benecke, 1887)) mit langen, rankenförmigen Cirren, bei Moenocrinus deeckei als kennzeichnend herausgestellte Merkmal der kurzen, dicken, nach oben dicht an den Stiel angeschmiegt liegenden Cirren, relativierte er später selbst und vermutete das Vorliegen unterschiedlicher Altersstadien.
Angaben zur Erstbeschreibung
Ein Holotypus wurde durch Hildebrand nicht festgelegt. Bei Auffinden des Originalmaterials könnte ein den Abb. HILDEBRAND 1926, Taf. 20, Figur 6 oder Fig. 7 entsprechendes Exemplar als Lectotypus ausgewiesen werden.
- 1924 – Moenocrinus Deeckei n. g. n. sp. – HILDEBRAND, S. 47, (Fig. 7 abnorm)
- * 1926 – Moenocrinus deeckei  – HILDEBRAND, 1926 (a), S. 274, Taf. 20, Fig. 1 bis 7), 1926 (b), S. 142

- Stratum typicum: Unterer Muschelkalk, nach einer Schätzung von Erich Hildebrand etwa 5 m über der oberen Wellendolomitgrenze (die Buntsandstein/Muschelkalk-Grenze war in dem kleinen Steinbruch in der Höhefelder Lücke in Urphar nicht aufgeschlossen)
- Locus typicus: Höhefelder Lücke oberhalb Urphar, unterster Bruch
- Sammlung: Hildebrand. Der Verbleib des Originalmaterials ist nicht bekannt.

Fundort Oberthulba
- Fundschicht: Unterer Muschelkalk, Jena-Formation, Zyklus mu1e (Zyklenfolge 5), etwa 15,5 m oberhalb Oberkante Grenzgelbkalkstein
- Fundort: Steinbruch Albert & Hochrein GmbH, Höhfeldsberg, Oberthulba
- Sammlung: Museum Terra Triassica Euerdorf, Sammlungsnummer SMTE 5825/9-150

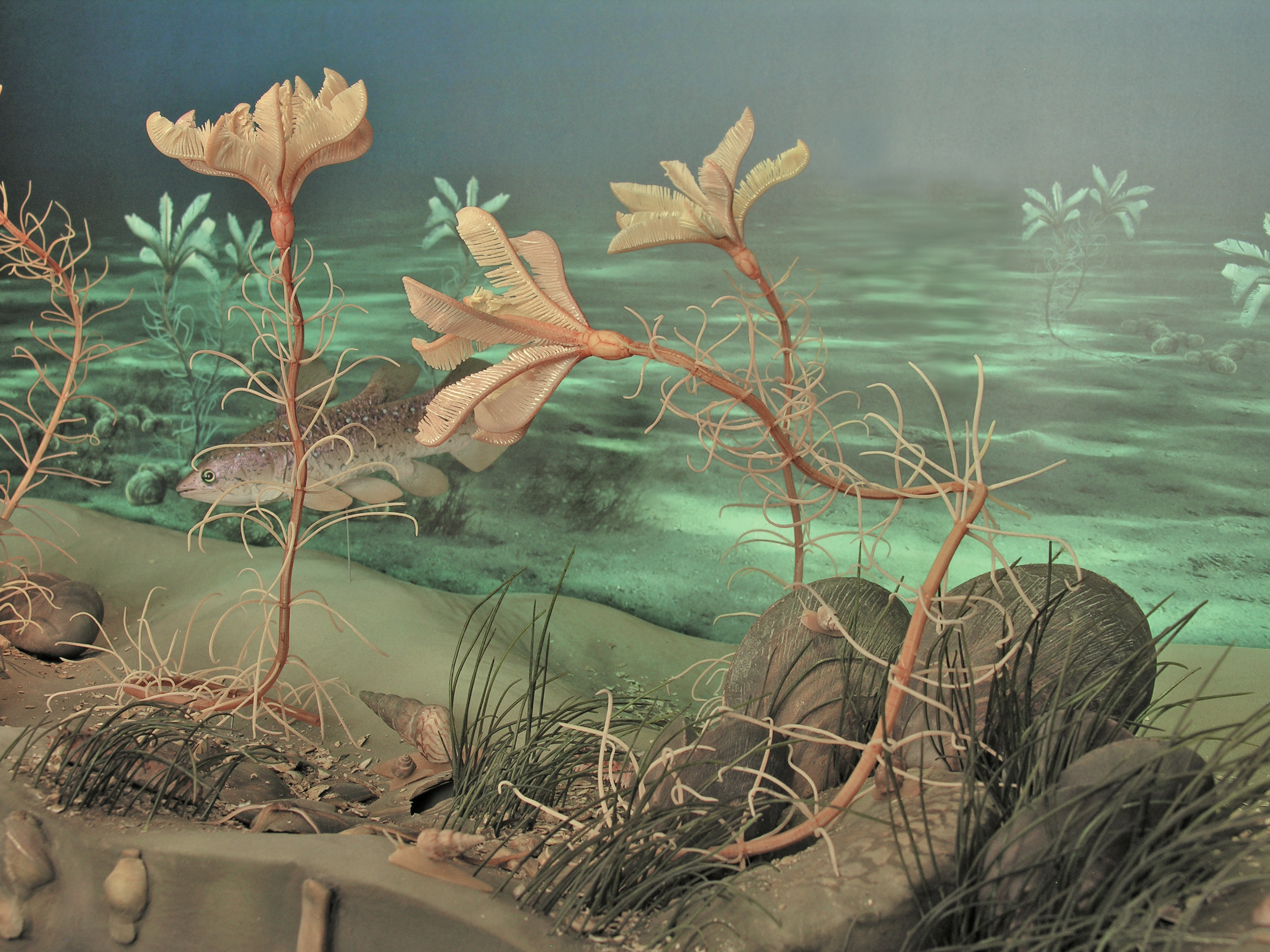
Lebensbild von triassischen Seelilien der Ordnung Holocrinida, Museum Terra Triassica Euerdorf

## Lebensweise
Moenocrinus deeckei war wie alle Holocriniden nicht wie viele andere Seelilien (Encrinida) mit einer Haftscheibe am Meeresboden festgewachsen, sondern konnte sich mit ihren Cirren aktiv am Untergrund oder auch an byssustragenden Muscheln festkrallen, diese Verankerung jedoch auch wieder lösen und ihren Lebensort eigenständig wieder wechseln. Nach Tomasz Baumiller und Hans Hagdorn (1995) hatten die Holocriniden wie ihre Nachfahren, die heute noch in der Tiefsee lebenden Isocriniden, in ihrem Stiel unter den Nodalgliedern Sollbruchstellen, an denen der Stiel so abgeworfen werden konnte, dass das Tier sich mit seinem endständigen Cirrenkranz leicht wieder verankern konnte.